# Westminster (Colorado)
Westminster ist eine US-amerikanische Stadt, die in zwei Countys, im Jefferson County (westlich des Sheridan Boulevard) und im Adams County im US-Bundesstaat Colorado, liegt.
Mit 116.317 Einwohnern (Stand: Volkszählung 2020) zählt sie in den Staaten zu den Kleinstädten, ist aber vollständig in die Metro Area Denvers integriert, außerdem ist sie die neuntgrößte Stadt Colorados. Die geographischen Koordinaten sind 39,88° Nord und 105,05° West. Sie bezeichnen die Region im Bereich des Übergangs von den Great Plains zu den Rocky Mountains. Die Fläche der Stadt im nördlichen Großraum Denver beträgt 85,1 km². Wahrzeichen der Stadt ist der Glockenturm des Rathauses, der auch das Stadtlogo mit ziert.
Besonderer Anziehungspunkt, des von Weißen dominierten Wohngebietes, ist die Westminster Promenade mit Kinocenter (24 Theater), Eislaufbahnen, Insektenzoo und Restaurants sowie Geschäften.